# Œnochoés de Basse-Yutz
Les œnochoés de Basse-Yutz sont une paire de vases à servir le vin, datant de l'âge du fer, et trouvés dans les années 1920 sur la commune de Yutz. Ils sont actuellement conservés au British Museum, et sont des œuvres majeures de l'art celte. A ce titre, ils ont été inclus dans une histoire du monde en cent objets, diffusée en 2010 par la B.B.C.

## Contexte
Trouvés à Yutz dans les années 1920, lors de travaux du chemin de fer, mais sans qu'il y eut fouille de ce qui devait être une tombe princière celte. Deux stamnos ont été trouvés en même temps.

## Description
Fabriqués en tôle de cuivre martelé et riveté, ils sont de type Schnabelkanne, et ils sont proches d'aspect mais différents dans la réalité.
La base de l'une des anses porte une représentation de tête humaine, les anses et les couvercles ont des animaux fantastiques. 
La décoration est à base d'émaux, de perles et de corail, les dos des animaux sont piquetés ce qui leur donne un aspect de fourrure.

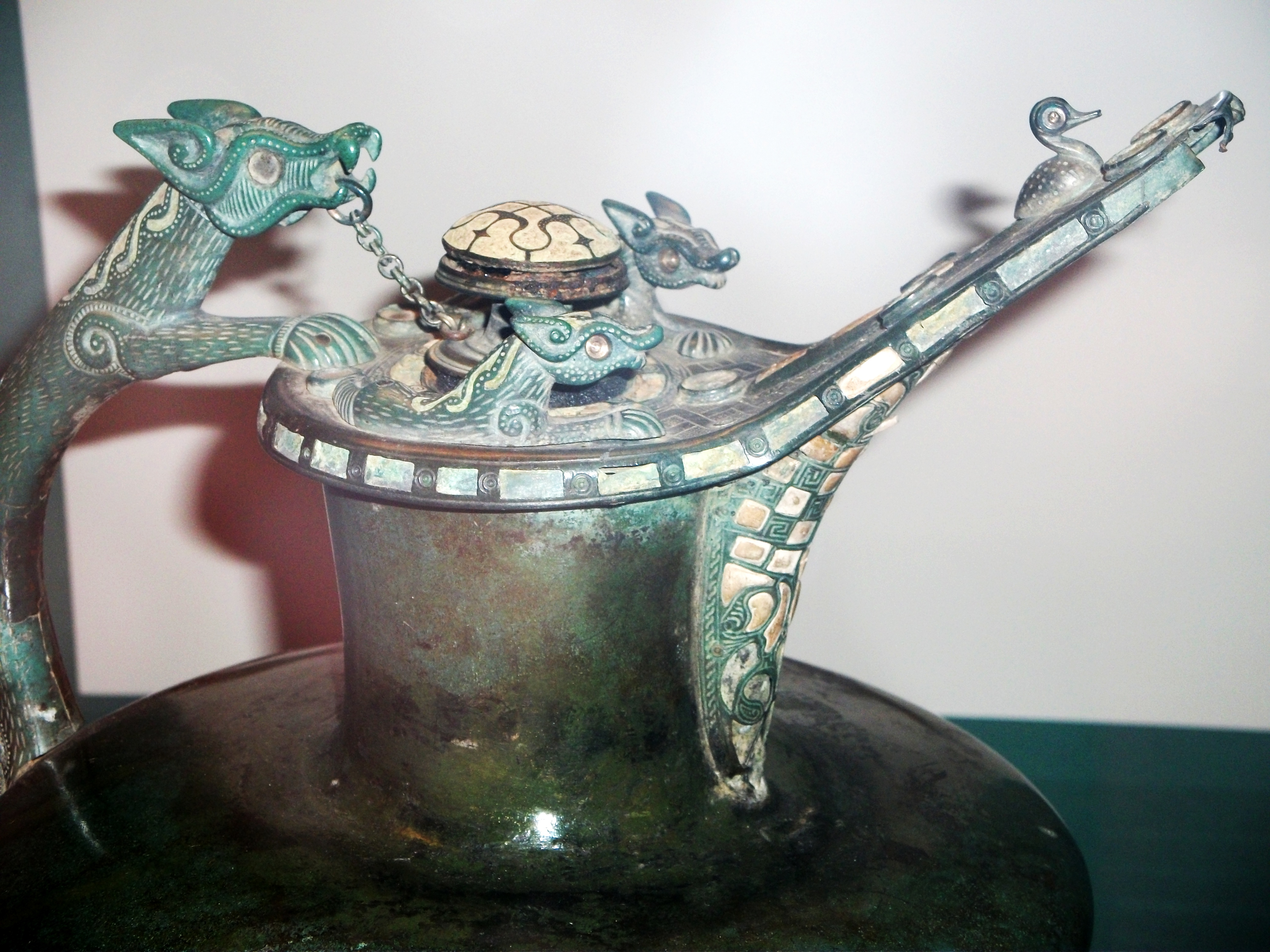
Anse, couvercle et bec verseur,
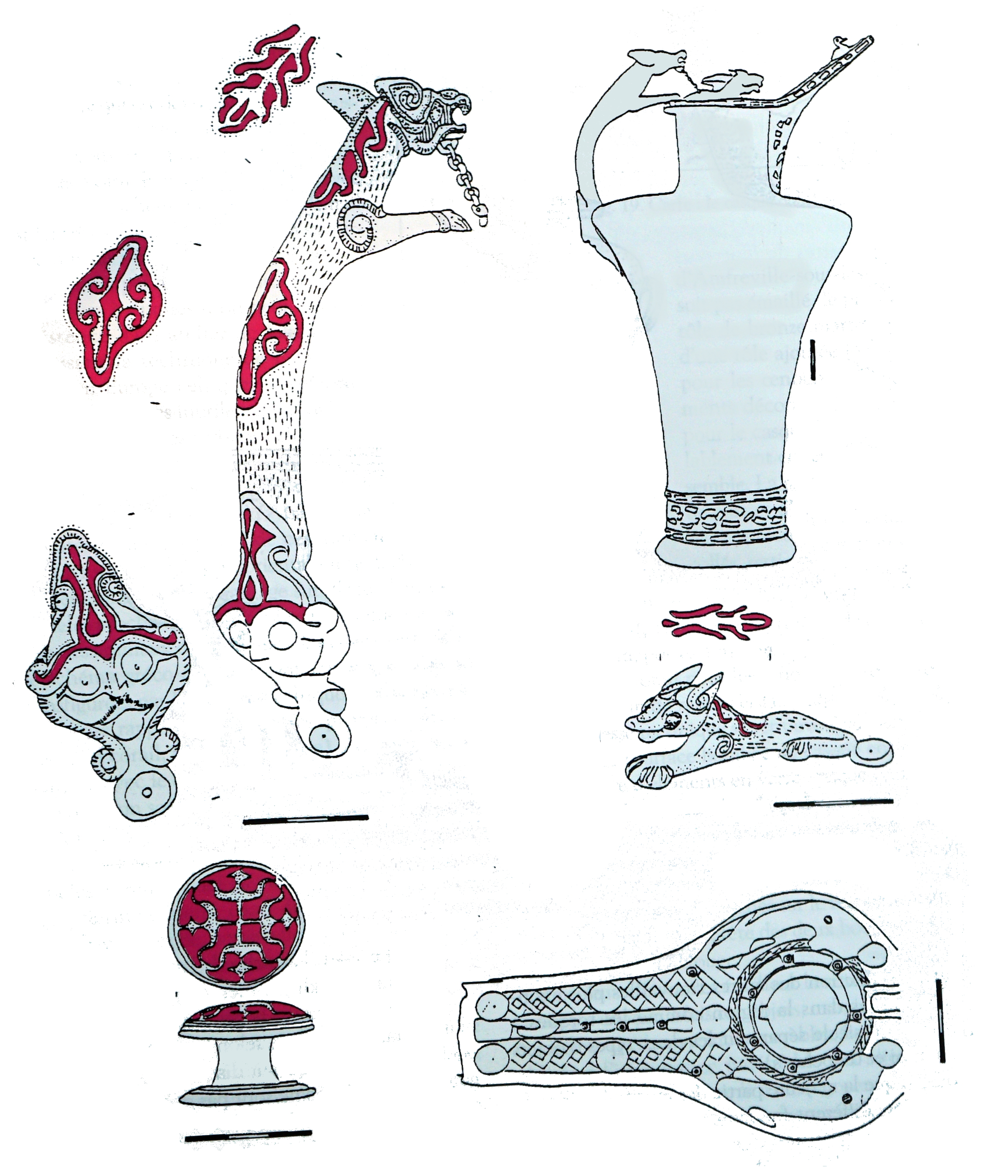
éclaté des parties, en rouge l'émail.